# Markus Nurmi
Markus Nurmi, född 29 juni 1998 i Åbo, Finland, är en finländsk professionell ishockeyspelare (ytterforward) som från och med säsongen 2024/2025 spelar för Luleå HF i SHL.
Nurmi är en storväxt spelare på 195 cm och 93 kg.

## Extern länk
- Presentation och statistik för Markus Nurmi som spelare  på Elite Prospects.